# Studebaker E-series truck
Studebaker E-Series — грузовик, производившийся компанией Studebaker с 1955 по 1965 год. Около 100 000 автомобилей данной модели было продано по всему миру. Он был не очень популярен в Северной Америке, основной рынок Восточная Европа. В конечном итоге грузовик был заменён на Studebaker Champ, который стал более популярным, чем его предшественник. По состоянию на 2021 год уцелело около 56000 этих грузовиков, с 1955 по 1956 год было продано около 500 единиц, но в последующие годы количество продаж увеличилось.

## История
Наиболее отличительной особенностью грузовиков Studebaker серии "E" является кабина, которая осталась неизменной на протяжении всех моделей 1959 года. Всего с двумя изменениями — цельным лобовым стеклом в 1954 году (для предыдущей серии "3R") и увеличенным задним стеклом в 1955 году для первой серии "E" — это по сути, та же кабина, которая была представлена на серии "2R" в середине 1948 года, когда Модель 1949 года. Первый "E" был доступен с тремя двигателями: рядный шестицилиндровый двигатель Champion объемом 185 куб. Дюймов (3,0 л) мощностью 92 л.с. (69 кВт), шестицилиндровый двигатель Commander объемом 246 куб. Дюймов (4,0 л) мощностью 102 л.с. (76 кВт) или 224. куб. дюймов (3,7 л) Commander V8 мощностью 140 л.с. (100 кВт). Более тяжелые модели массой 1½ и 2 тонны были доступны с более крупным двигателем Commander V8 объемом 259 куб. Дюймов (4,2 л) и мощностью 156 или 175 л.с. (116 или 130 кВт) соответственно. С годами более крупные двигатели постепенно перешли в более легкие модели, при этом шестицилиндровые модели становились все менее актуальными. В 1957 году двигатель V8 объемом 289 куб. Дюймов (4,7 л) от Studebaker нашел свое применение в тяжелом 2-тонном "3E40" и время от времени был доступен, в основном в верхней части весового диапазона.
"2E" 1956 года получил новый капот с надписью «Студебеккер» теперь на вторичной хромированной решетке, установленной высоко. Передние указатели поворота также были встроены в решетку радиатора под фарами. В 1956 модельном году было построено 20 218 грузовиков Studebaker "2E".[2] Новая массивная решетка из стекловолокна появилась на моделях "3E" 1957–58 годов и стала последним значительным изменением стиля этих грузовиков.
Studebaker "4E Делюкс" 1959 года
В 1958 и 59 модельных годах в дополнение к "Transtars" производился урезанный недорогой грузовик Studebaker под названием "Scotsman" грузоподъемностью 1/2 и 3/4 тонны. Чтобы сэкономить деньги, он использовал модифицированную версию решетки радиатора 1949–53 годов и был спартанским почти во всех отношениях. По неизвестным причинам название "Transtar" было исключено из линейки грузовиков Studebaker в 1959 году, хотя оно снова появилось в 1960 году на моделях грузоподъемностью 1, 1½ и 2 тонны.
За 1960 год грузовики "Е"-серии получили единственный серьезный рестайлинг. В конструкции, получившей название Champ, использовались передние панели легкового автомобиля Studebaker "Lark" 1959–1960 годов, и она была доступна в моделях грузоподъемностью 1/2 и 3/4 тонны.
Грузовики грузоподъемностью 1/2, 3/4 и 1 тонны обычно были доступны как с 6-цилиндровыми двигателями, так и с двигателями V8 (после 1960 года в 1-тонных грузовиках не было шестицилиндровых двигателей). Более крупные грузовики поставлялись только с двигателями V8. Начиная с моделей "7E" 1962 года, двигатель Detroit Diesel мощностью 130 л.с. (97 кВт) объемом 212 куб. Дюймов (3,5 л) также был доступен в моделях грузоподъемностью 1 тонна и выше, а на 2-тонных моделях можно было установить пневматические тормоза. «96BBC» (что означает 96 дюймов от бампера до задней части кабины) был доступен как для моделей с бензиновым, так и для дизельных двигателей, начиная с 1962 года. Короткая длина кабины была достигнута за счет удаления решетки из стекловолокна, сглаживания передней части капота и применение очень характерного плоского носа под капотом. Эта модель была произведена в ответ на законы некоторых штатов, которые ограничивали общую длину тракторных прицепов и, таким образом, разрешали использование более длинных прицепов. В последние два модельных года трехцилиндровый двигатель Detroit Diesel 3D-53 мощностью 97 л.с. (72 кВт) и объемом 159 куб. Дюймов (2,6 л) предлагался в конфигурациях массой 1 и 1½ тонны (8E15 и 8E25). Производство моделей с дизельными двигателями было очень низким, хотя они продолжали выпускаться до конца 1964 года.[3]
Полный привод был доступен на моделях грузоподъемностью 1/2 и 3/4 тонны, начиная с 1957 года. «Студебеккер» не производил оборудование 4WD самостоятельно, (как и Chevrolet и GMC в то время) а приобретал оборудование у NAPCO (Northwestern Auto).